# Lašče (Žužemberk)
Lašče (Duits: Laschitz in der Unterkrain) is een plaats in Slovenië en maakt deel uit van de gemeente Žužemberk in de NUTS-3-regio Jugovzhodna Slovenija. De plaats telde 58 inwoners op 1 januari 2020.